# Prins Mauritskazerne

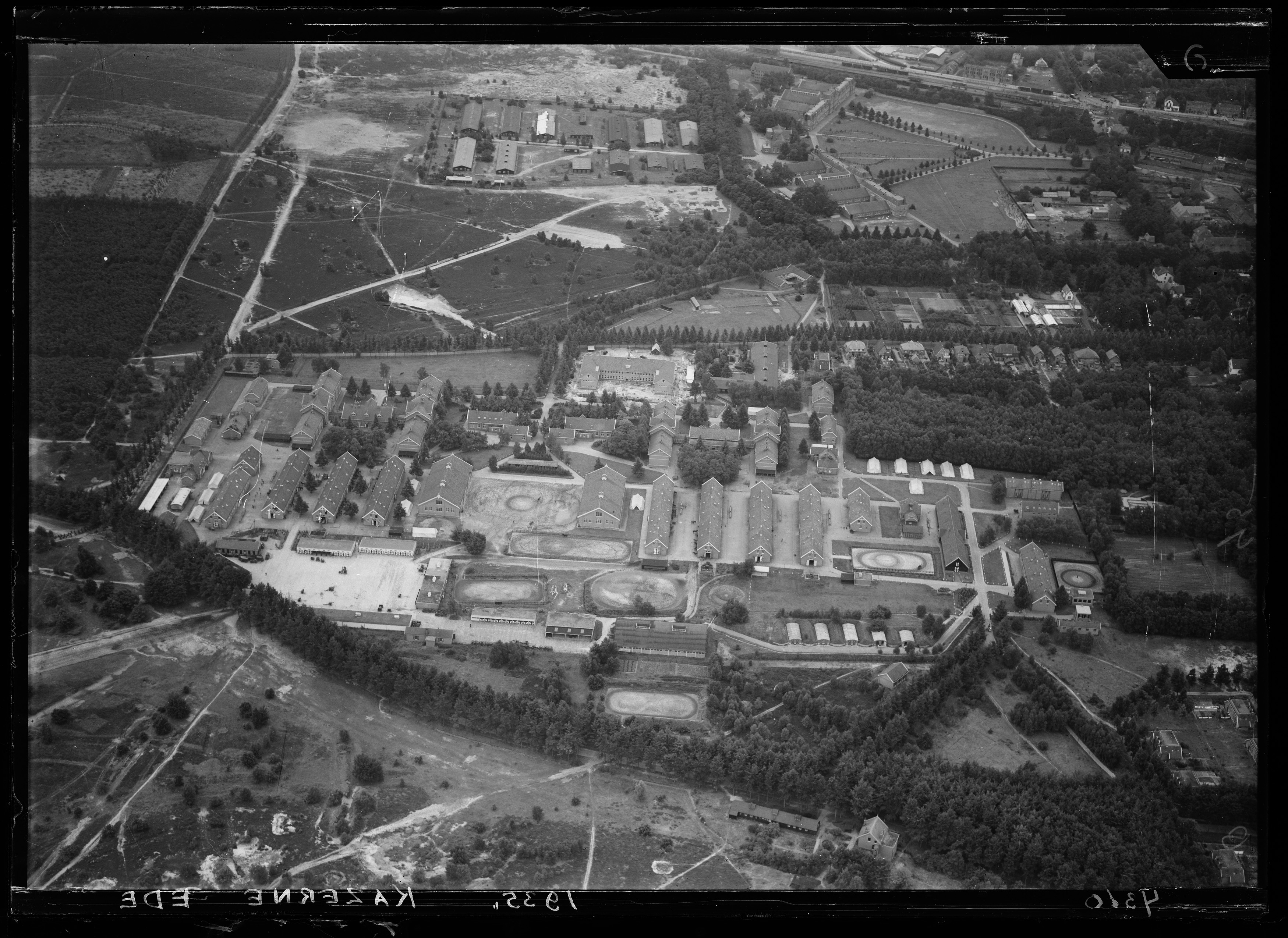
Het gebied met de vijf kazernes in 1935. De Bergansiuskazerne is nog niet helemaal voltooid.

De Prins Mauritskazerne is een voormalige kazernecomplex in de Gelderse plaats Ede.
Het ontstond in 1983 toen de kazernes in Ede werden samengevoegd. Vijf kazernes vormden het complex dat oorspronkelijk Kazernecomplex Ede-West werd genoemd. Deze naam werd in 1996 omgedoopt in Prins Mauritskazerne. De overige twee grotere kazernes vormden het Kazernecomplex Ede-Oost.
De volgende kazernes maakten deel uit van het complex:
| Mauritskazerne            |
| Johan Willem Frisokazerne |
| Van Essenkazerne          |
| Arthur Koolkazerne        |
| P.L. Bergansiuskazerne    |

## Herbestemming
Op 1 januari 2011 heeft Defensie de kazernes overgedragen aan de gemeente Ede. Het terrein is opgenomen in het woningbouwproject "Veluwse Poort". Een aantal gebouwen van de kazerne is aangemerkt als rijksmonument. Deze gebouwen krijgen een prominente plaats in de nieuwe wijk, waarbij ze een herinnering vormen aan het militaire verleden van Ede.